# Golden Tulip

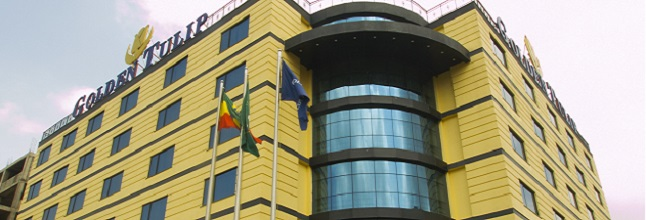
Golden Tulip в Аддис-Абебі

Golden Tulip (повна назва — Golden Tulip Hotels, Suites and Resorts), міжнародний готельний оператор, в мережі якого більш ніж 230 готелів в 40 країнах світу. Штаб квартира компанії розташована в м. Амерсфорт, Нідерланди. Загальний номерний фонд готелів Golden Tulip становить більше 27 000 кімнат.

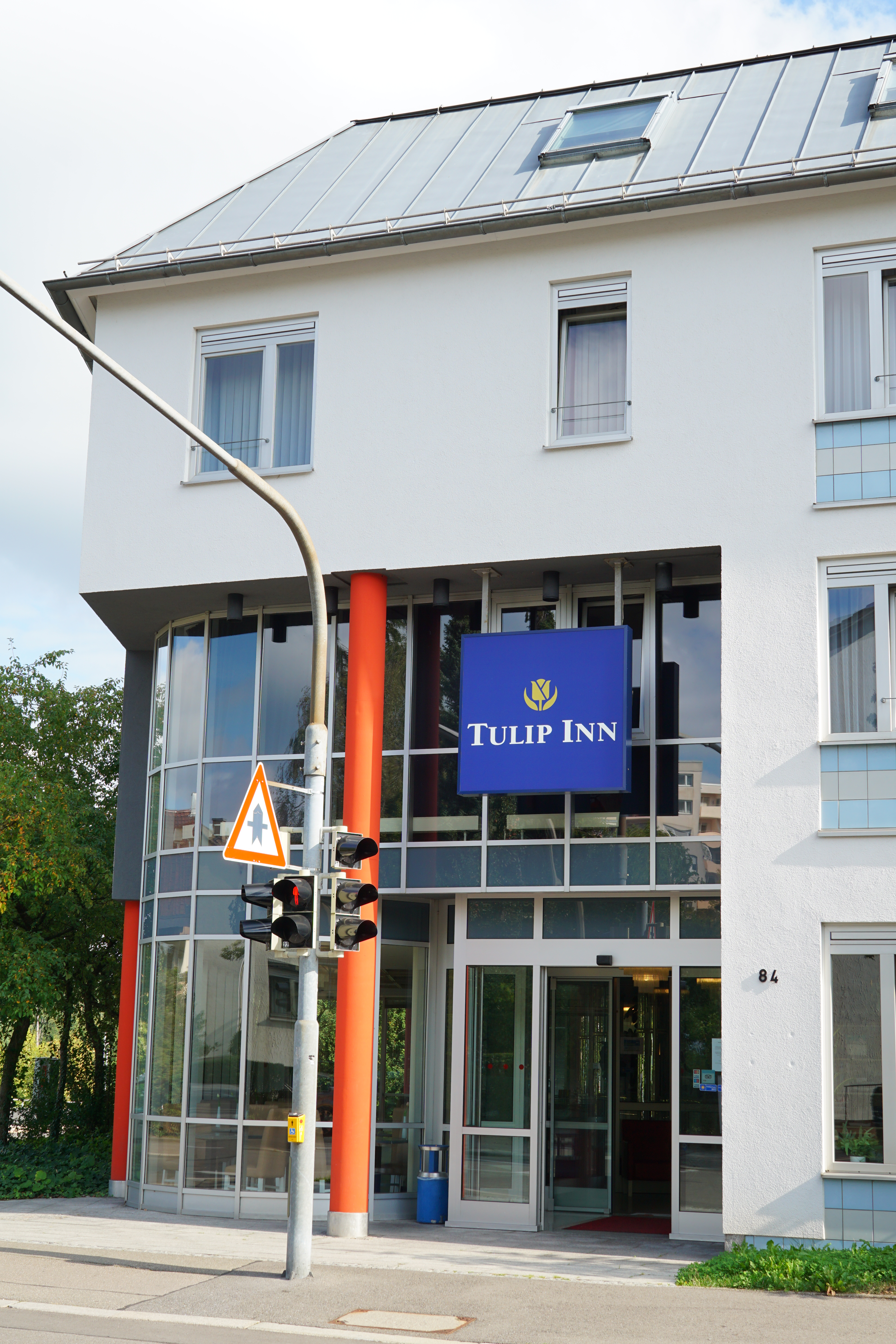
Hotel Tulip Inn в місті Зіндельфінген

Згідно з рейтингом журналу HOTELS за 2009 рік, Golden Tulip займає 14 рядок у списку найбільших готельних операторів (за кількістю готельних номерів).

## Історія
1962 — в Нідерландах заснована Компанія Golden Tulip Hotels.
1975 — Golden Tulip Hotels Worldwide розпочинає співпрацю з KLM. Golden Tulip швидко розширює свою присутність у всіх країнах, куди літають літаки авіакомпанії KLM.
1986 — об'єднання франчайзингового і операційного бізнесу в одну компанію Golden Tulip International.
1990 — KLM зосереджується на своєму основному бізнесі — авіаперевезеннях і забирає свої акції з Golden Tulip.
1993 — офіційне анонсування бренду для мережі тризіркових готелів «Tulip Inn».
1996 — укладено угоду з Utell — найбільшою в світі електронною та голосовою системою бронювання готелів.
2001 — злиття компаній Golden Tulip і NH Hotels.
2002 — Golden Tulip викуповує свою частку у NH Hotels і вступає в комерційний альянс з TOP International.
2003 — Golden Tulip придбала 30 % частку в Euro Tulip.
2004 — Golden Tulip вступає в співпрацю з французькою мережею готелів B&B Hotels.
2005 — Golden Tulip входить в стратегічний альянс з готельної компанією THL, яка базується в Австралії.
2006 — Golden Tulip представляє нові бренди і концепції: готельний бренд для преміум-сегмента «Royal Tulip», ресторанну концепцію «BRANCHE Restaurant, Bar & Lounge» і програму лояльності «Flavours».
2007 — Golden Tulip відкриває свій перший з п'яти ресторанів «BRANCHE Restaurant, Bar & Lounge».
2009 — компанія Starwood Capital Group придбала бізнес, бренди і активи компанії Golden Tulip Hospitality Group. Golden Tulip вступає в альянс з Louvre Hotels.

### Злиття з Starwood Capital Group
Starwood Capital Group глобальна приватна інвестиційна компанія зі штаб-квартирою в м. Гринвіч, США, заснована в 1991 році. Відповідно до угоди, підписаної між Starwood Capital і Golden Tulip у 2009 році, франчайзинговий бізнес компанії Golden Tulip, включаючи всі активи, контракти, торгові марки, а також виняткові права на їх використання переходять у власність Starwood Capital Group.

## Бренди Golden Tulip Hospitality Group
Компанія Golden Tulip Hospitality Group управляє трьома міжнародними готельними брендами: Tulip Inn, Golden Tulip і Royal Tulip. Під брендом Tulip Inn працюють тризіркові готелі, під брендом Golden Tulip — чотиризіркові, під брендом Royal Tulip — готелі класу «люкс».